# Mehdya
Mehdya (arabiska: مهدية) är en stad i Marocko. Den ligger i provinsen Kénitra och regionen Rabat-Salé-Kénitra, 30 km nordost om huvudstaden Rabat. Antalet invånare var 28 636 vid folkräkningen 2014.